# Giuseppe Sirianni
Giuseppe Sirianni (Genova, 18 aprile 1874 – Pieve Ligure, 13 agosto 1955) è stato un ammiraglio e politico italiano.

## Biografia
Diplomatosi all'Accademia navale, nel 1900 venne inviato in Cina come tenente di vascello del fanteria di marina della Regia Marina per reprimere la rivolta dei Boxer. Partecipò alla guerra italo-turca del 1911 come comandante della torpediniera Perseo, partecipando nel 1912 a un'operazione nei Dardanelli e per meriti di guerra fu promosso capitano di corvetta. 
Nella prima guerra mondiale, fu al comando del cacciatorpediniere Impetuoso e, col grado di capitano di fregata dell'esploratore Nino Bixio. Nel giugno 1918 sul fronte del Piave comandò il Reggimento di Marina..
Ricevette due Medaglie d'argento al valore militare e tre Croci al merito di guerra.
Dall'aprile al giugno del 1920 fu Presidente del Tribunale della Regia marina di La Spezia; dal 1º dicembre 1923 al 3 marzo 1925 operò come Comandante della Scuola meccanici di Venezia mentre tra il 6 marzo e il 9 maggio del 1925 ebbe l'incarico di Segretario del Consiglio superiore di Marina.
Legato a Costanzo Ciano , fu promosso contrammiraglio nel marzo 1925, fu nominato il 14 maggio 1925 Sottosegretario del Ministero della Marina nel governo Mussolini. Divenne Senatore del Regno il 24 maggio 1926, e passò da sottosegretario a Ministro della Marina il 12 settembre 1929, col grado di ammiraglio di squadra, mantenendo la carica fino al 5 novembre 1933. Nominato poco dopo presidente dalla società Acciaierie di Cogne, si ritirò dalla vita politica nel 1935. Il 29 gennaio 1940 raggiunse il grado di ammiraglio d'armata.
Nell'agosto 1945 venne deferito dall'Alta Corte di Giustizia per le Sanzioni contro il Fascismo in quanto senatore nominato durante il fascismo, ma la richiesta di condanna fu rigettata.